# ميانوس
بلدية ميانوس (بالإسبانية: Mianos) هي بلدية تقع في مقاطعة سرقسطة التابعة لمنطقة أراغون شمال شرق إسبانيا.

## الديموغرافيا
بلغ عدد سكان بلدية ميانوس 41 نسمة عام 2011 (وفقاً للمعهد الوطني الإسباني للإحصاء).
| 37 | 38 | 43 | 46 | 53 | 46 | 41 |